# Trepuzzi
Trepuzzi ist eine süditalienische Gemeinde (comune) mit 13.783 Einwohnern (Stand 31. Dezember 2023) in der Provinz Lecce in Apulien.
Die Gemeinde liegt innerhalb des Salento etwa 11,5 Kilometer nordwestlich von Lecce. Geographisch liegt Trepuzzi in der salentinischen Ebene (Pianura Salentina), dem Valle della Cupa.

## Geschichte
Die Geschichte Trepuzzis ist mit der Geschichte Otrantos (bzw. der Terra d’Otranto) verbunden. Hauptstadt der Terra d’Otranto war Lecce. 1190 wird Trepuzzi erstmals urkundlich erwähnt.

## Wirtschaft
Mit einigen anderen Gemeinden hat sich Trepuzzi zur Gruppo di azione locale Valle della Cupa zur Förderung des Tourismus zusammengeschlossen. Zugleich ist die Gemeinde Teil des Parco del Negroamaro, der sich der sozialen und wirtschaftlichen Förderung von Gemeinden in der Provinz Lecce und der Provinz Brindisi widmet.

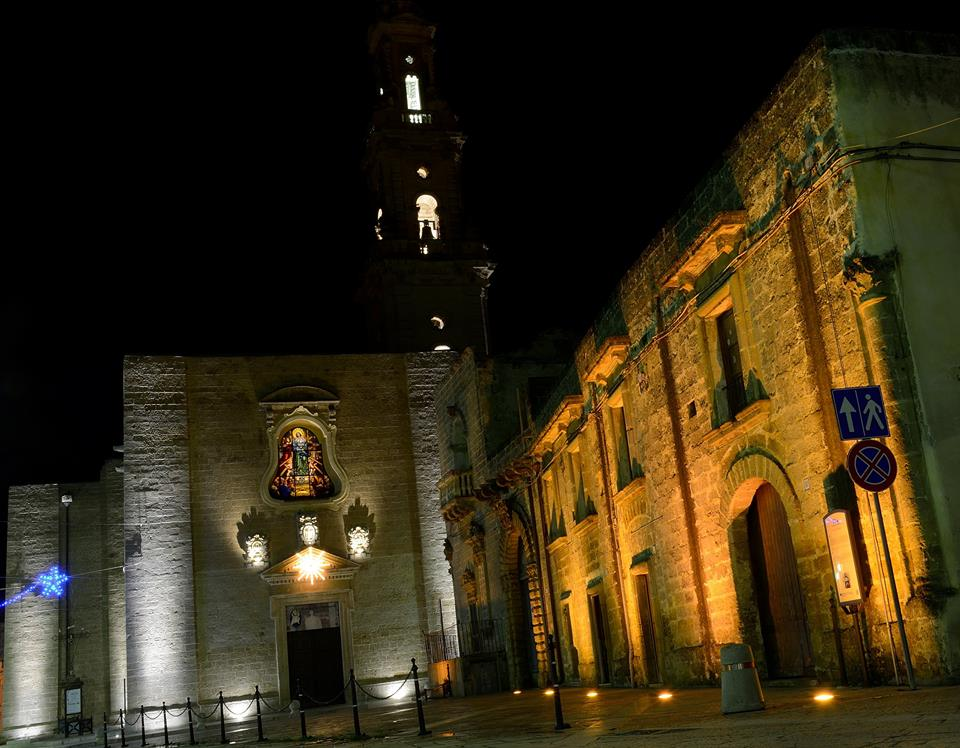
Largo Chiesa Maria

## Verkehr
An Trepuzzi führen die Staatsstraße 613 (von Brindisi nach Lecce) und die Staatsstraße 7 ter (von Tarent nach Lecce) vorbei. Durch den Ort selbst führt die ehemalige Staatsstraße 16.
Der Bahnhof Trepuzzi wird von Zügen auf der Bahnstrecke Brindisi-Lecce als Teil der Ferrovia Adriatica bedient.